# ماهیچه دراز بازکننده مچ به زند بالایی
ماهیچه دراز بازکننده مچ به زند بالایی یا عضله دراز زند اعلائی بازکننده مچ (انگلیسی: Extensor carpi radialis longus muscle) یکی از پنج ماهیچه اصلی است که حرکت مچ دست را تنظیم می‌کند.
خاستگاه این ماهیچه، برآمدگی فوق لقمه‌ای جانبی استخوان بازو، پیوندگاه آن پشت قاعده استخوان کف دستی دوم و عصب‌گیری‌اش از عصب زند بالایی (رادیال) است.
کار آن باز کردن مچ دست و دور کردن مچ از خط میانی بدن است.